# Kressen
Kressen (Lepidium) sind eine Pflanzengattung aus der Familie der Kreuzblütengewächse (Brassicaceae).
In der Küche werden zwei Arten verwendet: die Gartenkresse (Lepidium sativum) und das Pfefferkraut (Lepidium latifolium).

## Beschreibung

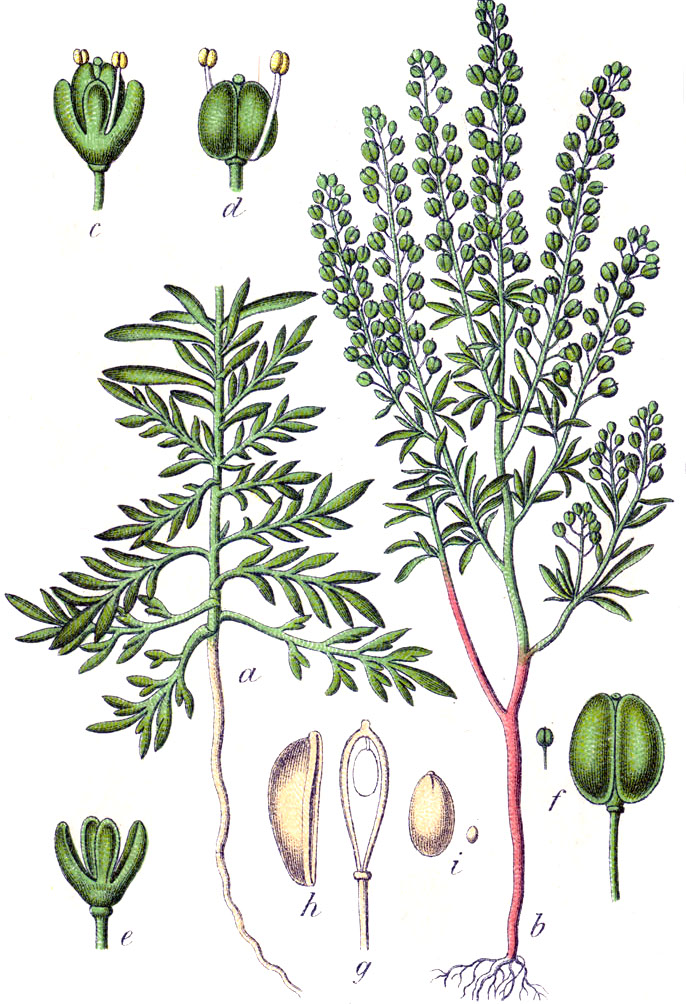
Illustration aus Sturm der Schutt-Kresse, Stink-Kresse (Lepidium ruderale)

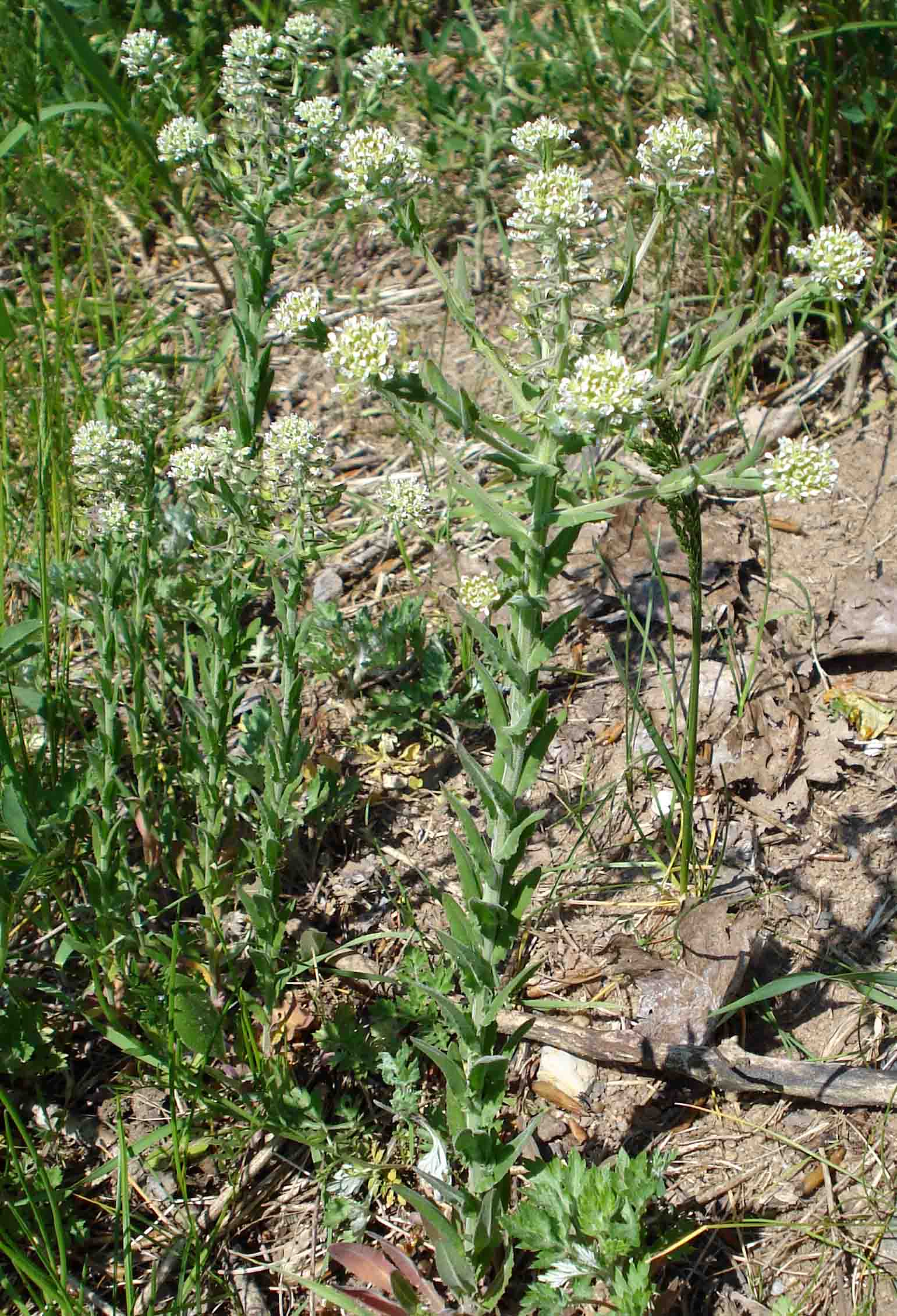
Feld-Kresse (Lepidium campestre)

### Vegetative Merkmale
Lepidium-Arten sind ein- oder zweijährige bis ausdauernde krautige Pflanzen, seltener Halbsträucher oder gar Sträucher; wenige Arten sind Kletterpflanzen. Die Pflanzenteile sind je nach Art nicht oder unterschiedlich behaart. Die verzweigten oder unverzweigten Stängel sind meist aufrecht oder aufsteigend, manchmal liegend, niederliegend oder kriechend.
Die wechselständig, grundständig und am Stängel verteilt angeordneten (bei Lepidium fremontii sind keine grundständigen Blätter vorhanden) Laubblätter sind gestielt oder ungestielt. Der Blattstiel ist nicht deutlich von der Blattspreite abgegrenzt. Die Blattspreite ist einfach oder fiederteilig. Die Blattränder sind ganz, gelappt, gekerbt, gezähnt oder gesägt.

### Generative Merkmale
Die anfangs schirmtraubigen Blütenstände werden bei manchen Arten bis zur Fruchtreife durch Streckung der Blütenstandsachsen traubig. Es sind keine Hochblätter vorhanden.
Die gestielten, zwittrigen Blüten sind radiärsymmetrisch und vierzählig mit doppelter Blütenhülle. Die vier Kelchblätter sind meist eiförmig oder rechteckig, selten fast kreisförmig. Es sind meist vier aufrechte oder ausgebreitete, weiße bis gelbe oder rosafarbene Kronblätter vorhanden, selten sind sie nur rudimentär oder fehlen. Die Kronblätter können genagelt sein. Oft sind nur zwei Staubblätter vorhanden; es können auch vier oder sechs sein. Es sind vier oder sechs Nektardrüsen ausgebildet. Zwei Fruchtblätter sind zu einem oberständigen Fruchtknoten verwachsen und haben je drei Samenanlagen je Fruchtknotenkammer. Die Griffel können nicht erkennbar bis die Krone überragend sein mit einer meist kopfigen oder selten zweilappigen Narbe.
Ihre Früchte sind behaarte oder unbehaarte, sehr unterschiedlich geformte Schötchen mit nur zwei Samen. Die Samen können geflügelt sein.

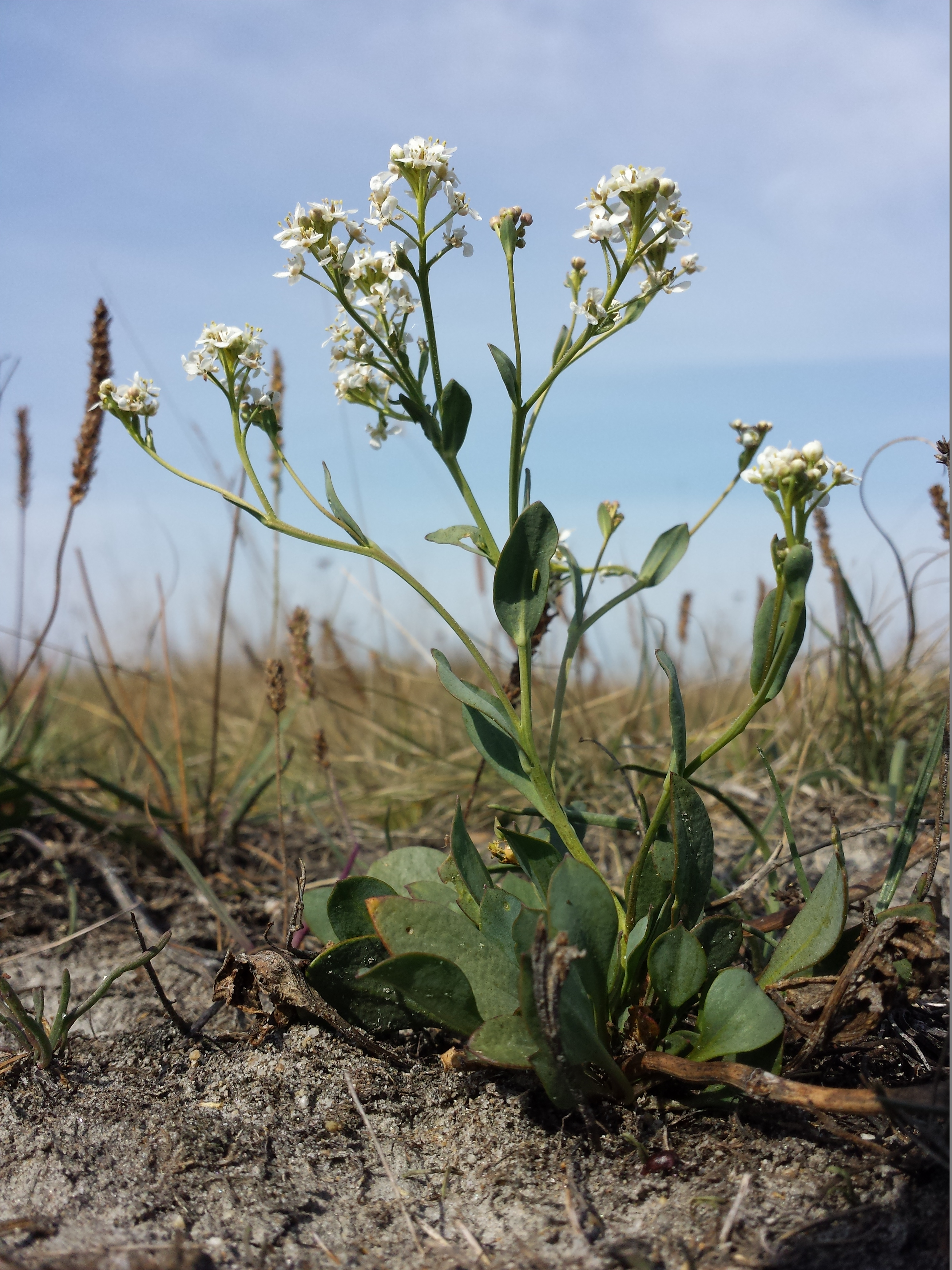
Salz-Kresse (Lepidium cartilagineum)

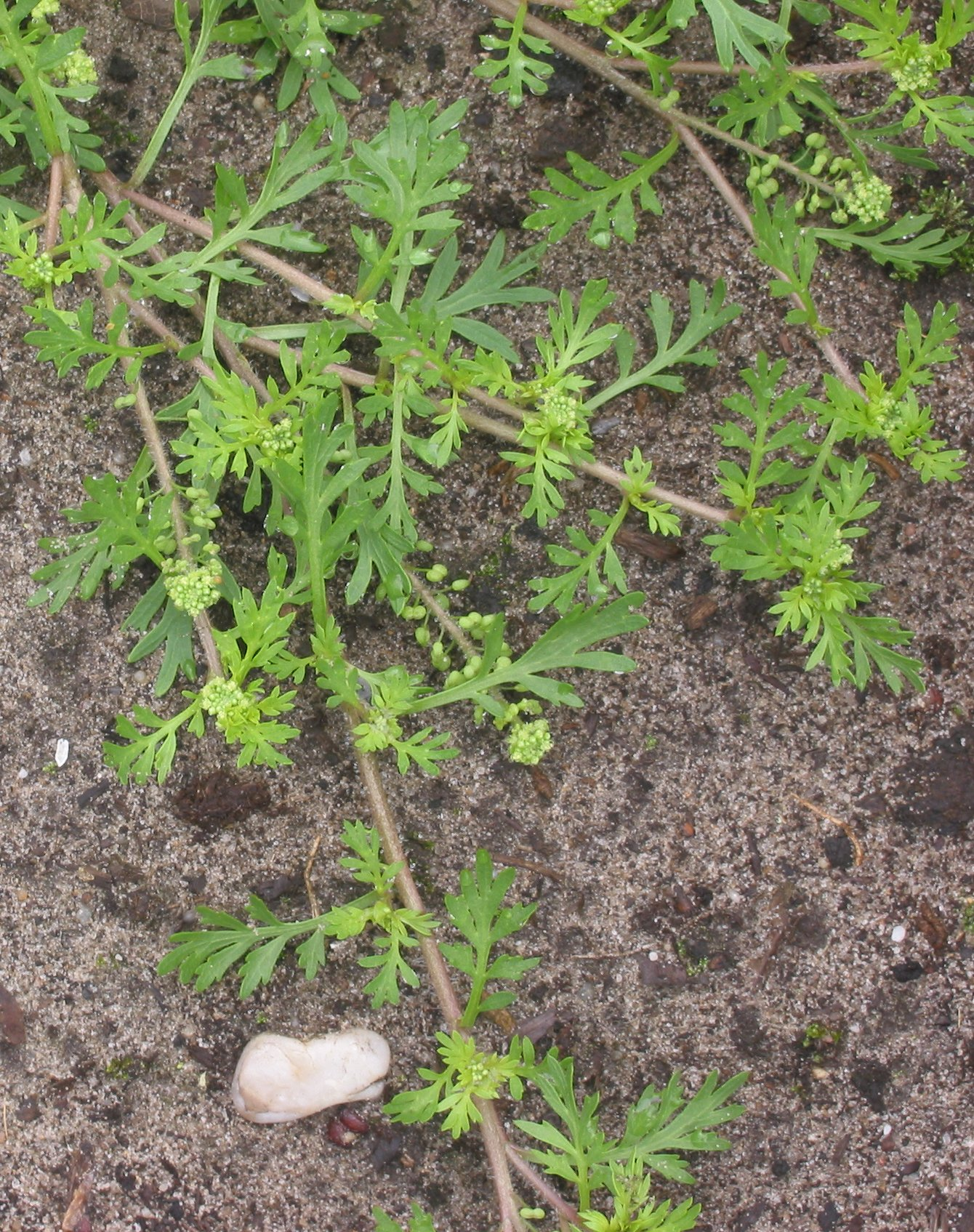
Zweiknotiger Krähenfuß (Lepidium didymum)

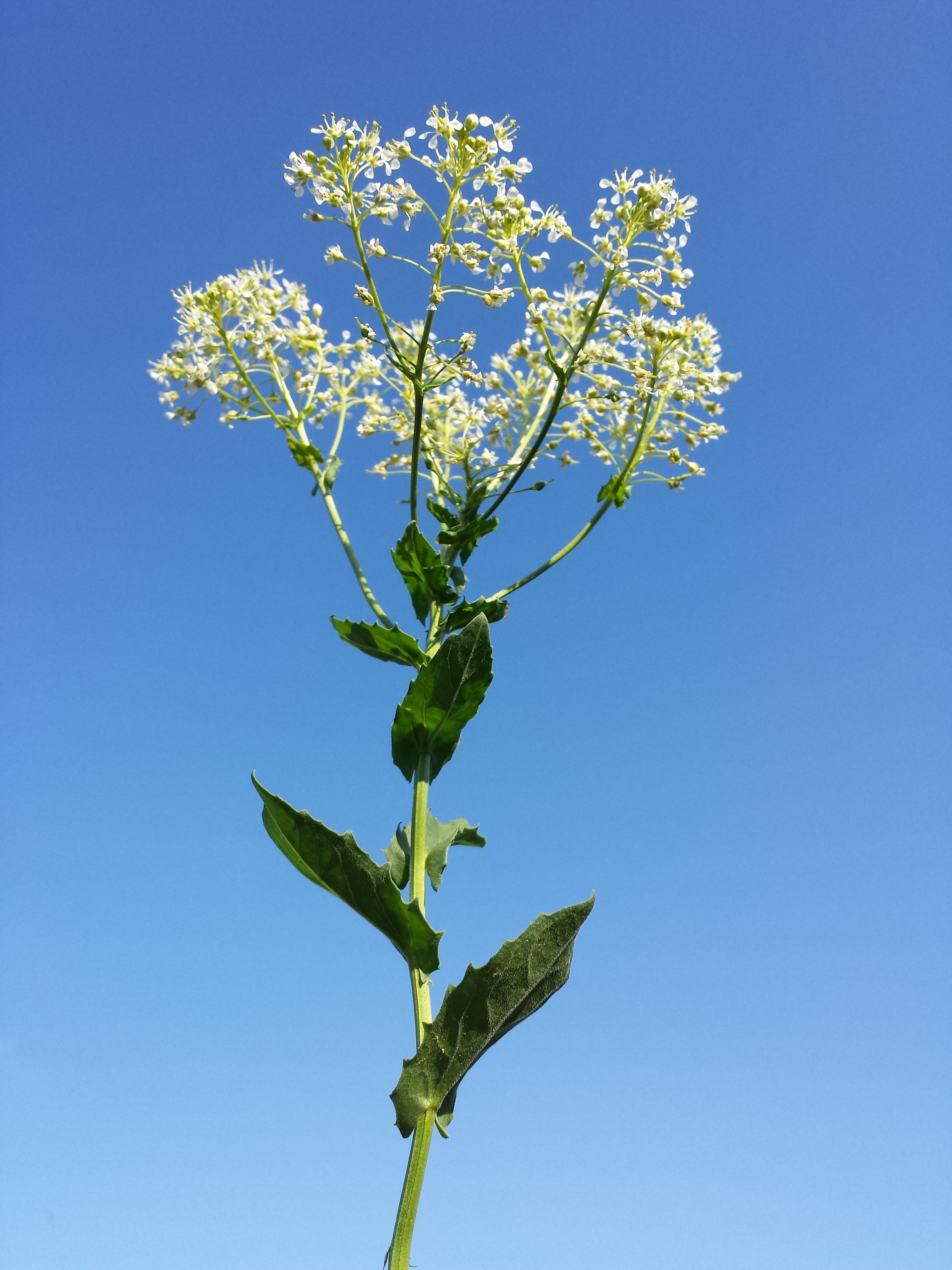
Pfeilkresse (Lepidium draba)

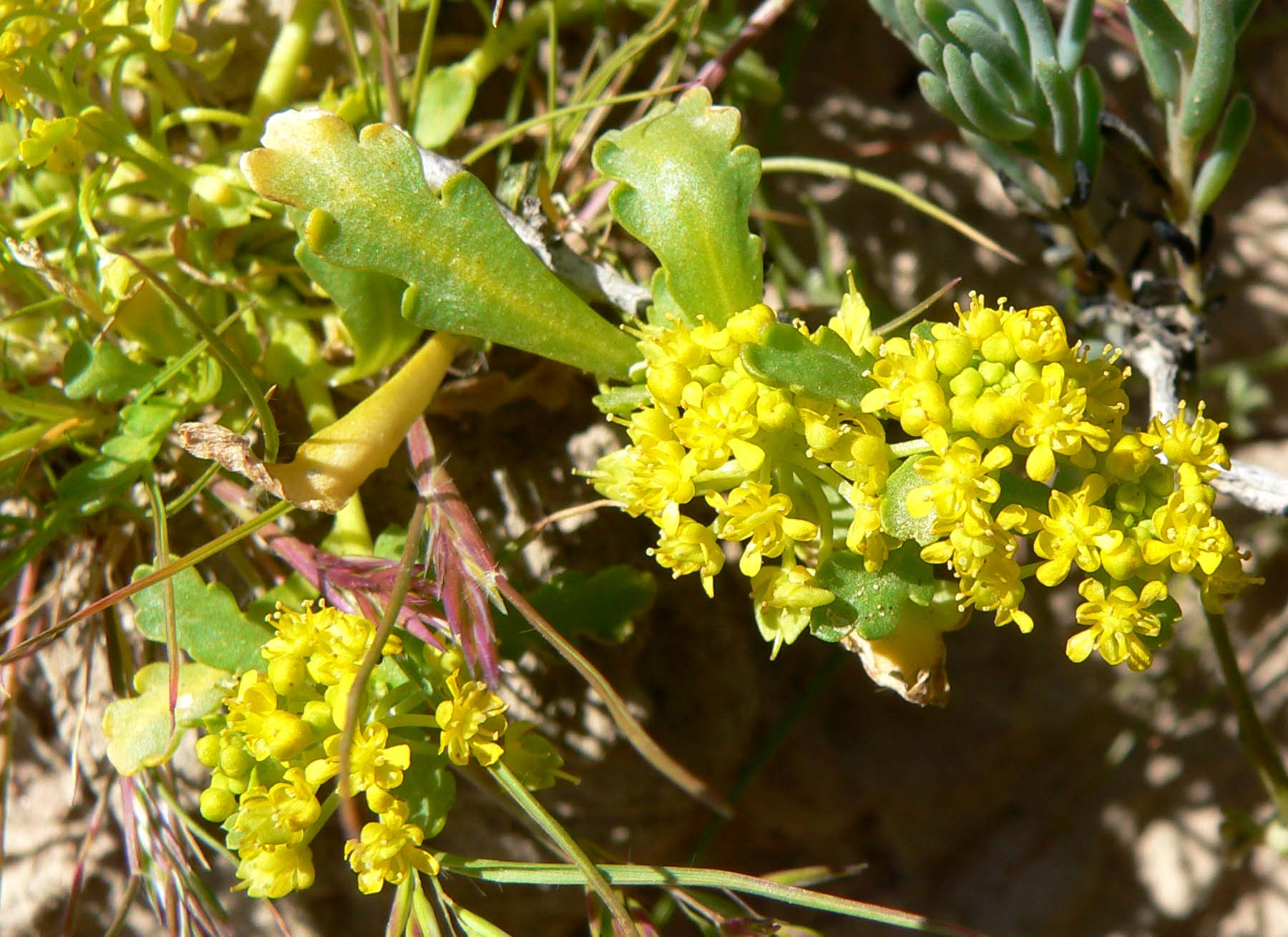
Lepidium flavum

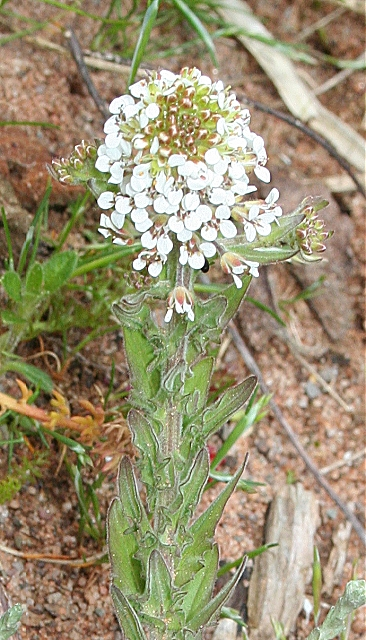
Verschiedenblättrige Kresse (Lepidium heterophyllum)

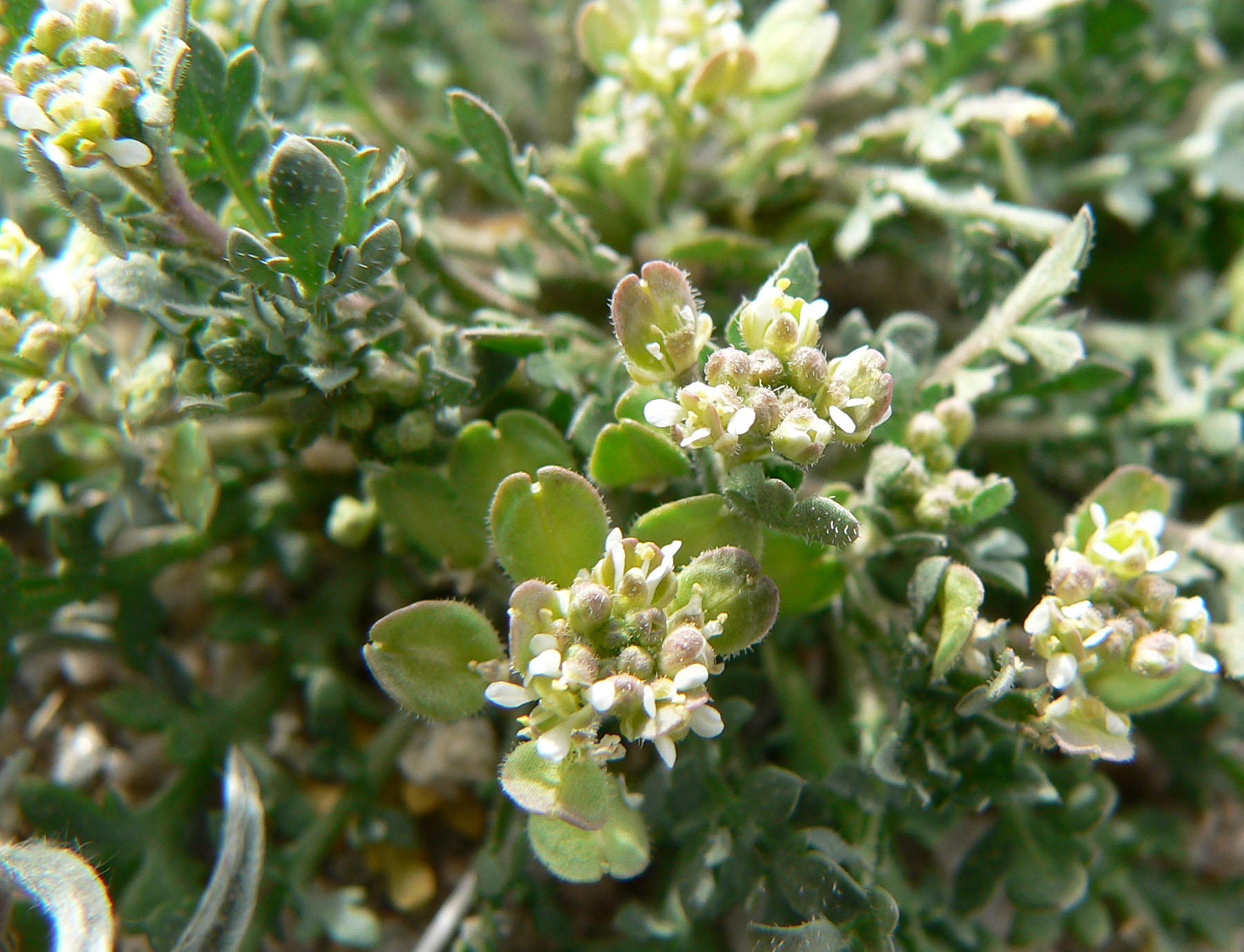
Habitus von Lepidium lasiocarpum var. lasiocarpum

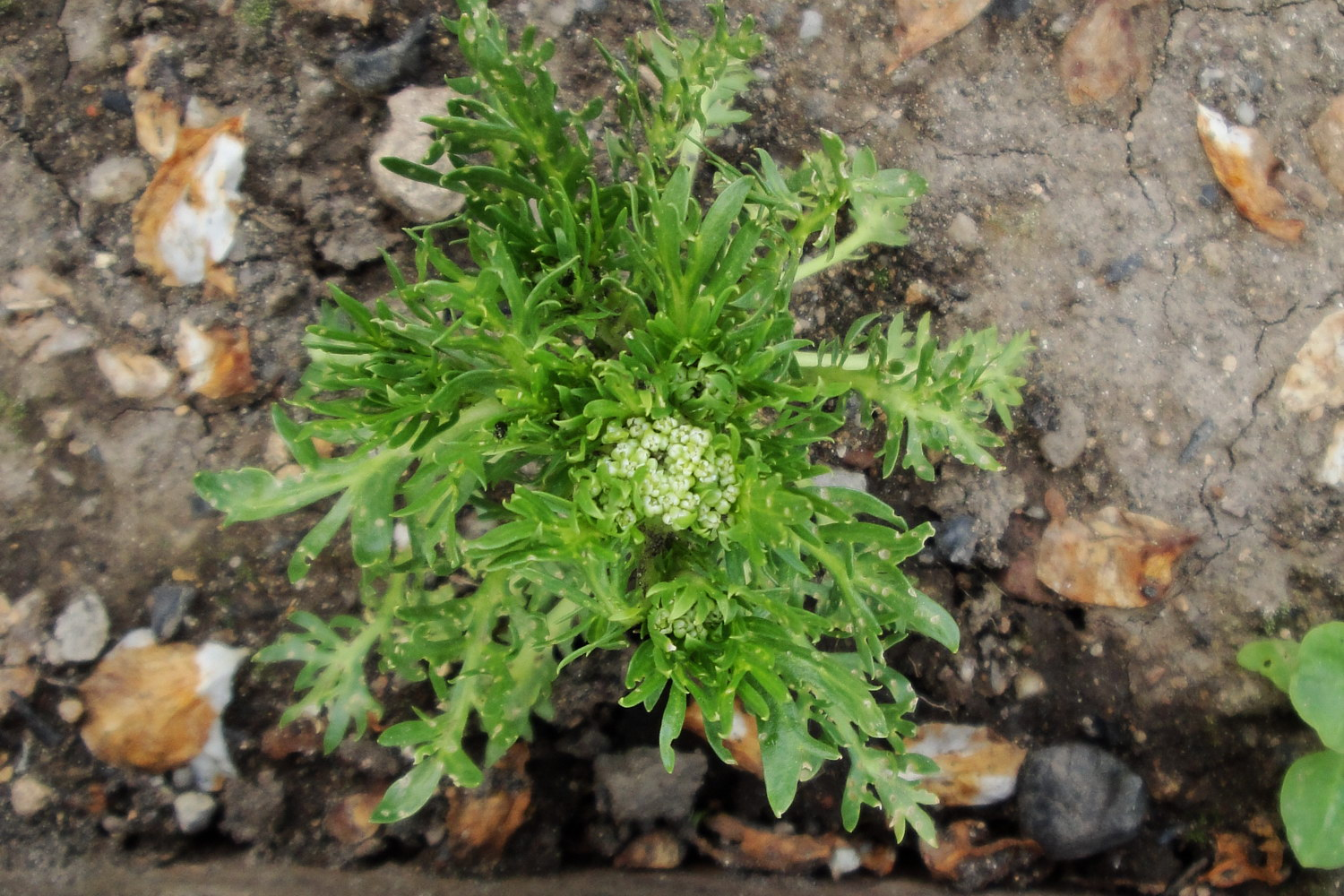
Maca (Lepidium meyenii)

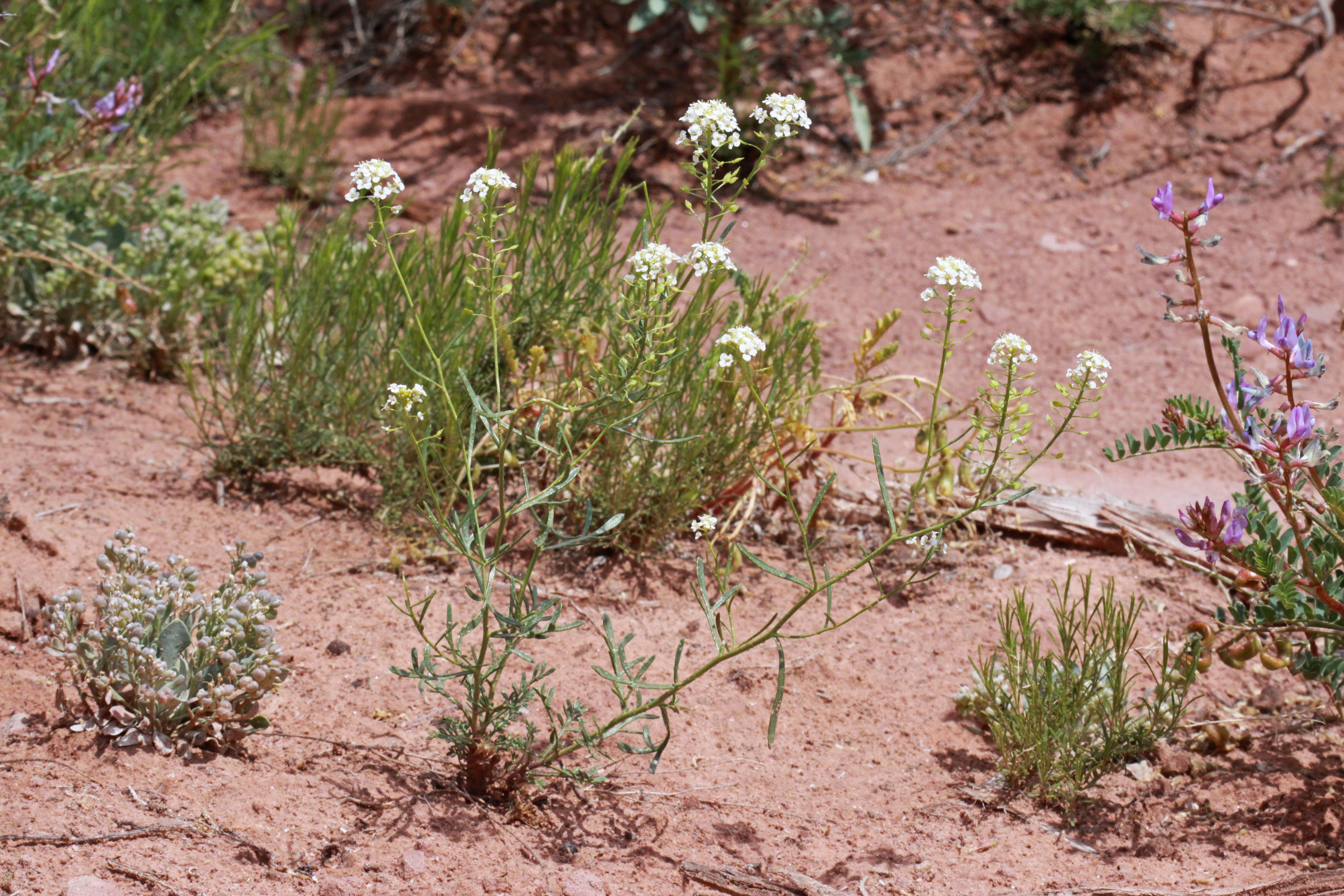
Lepidium montanum

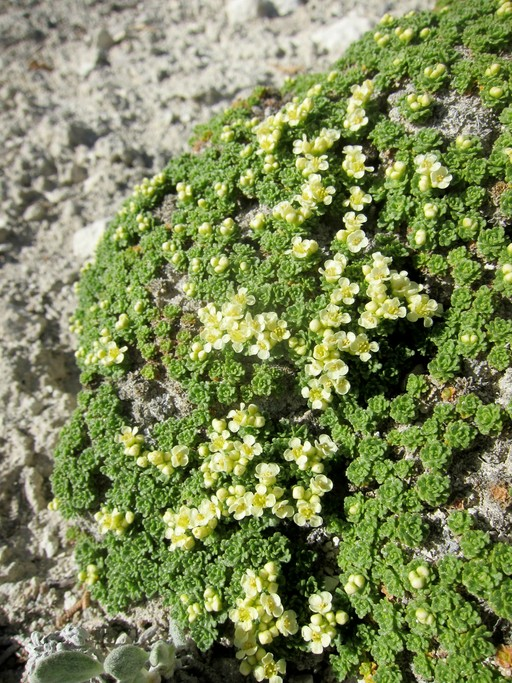
Lepidium nanum

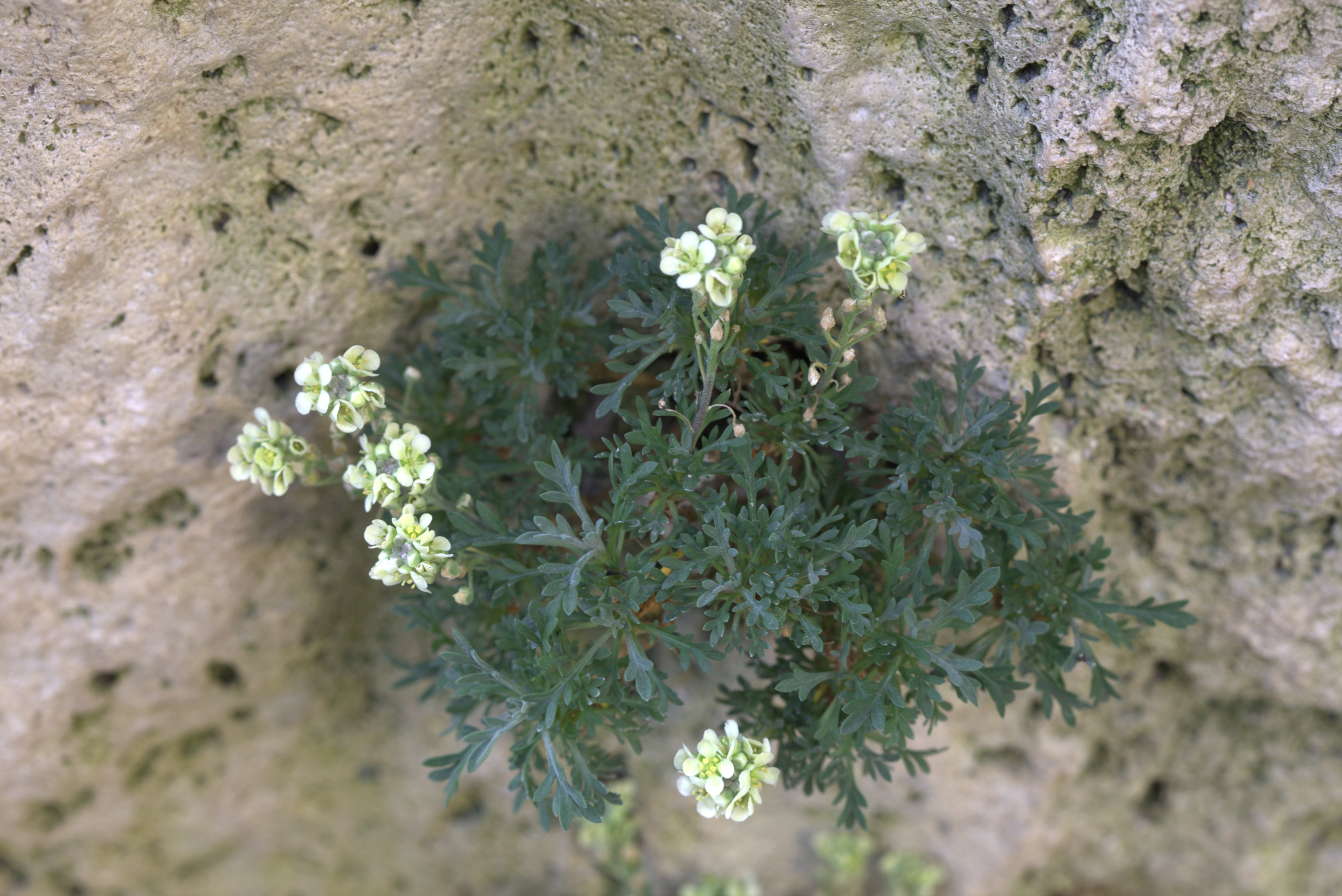
Lepidium ostleri

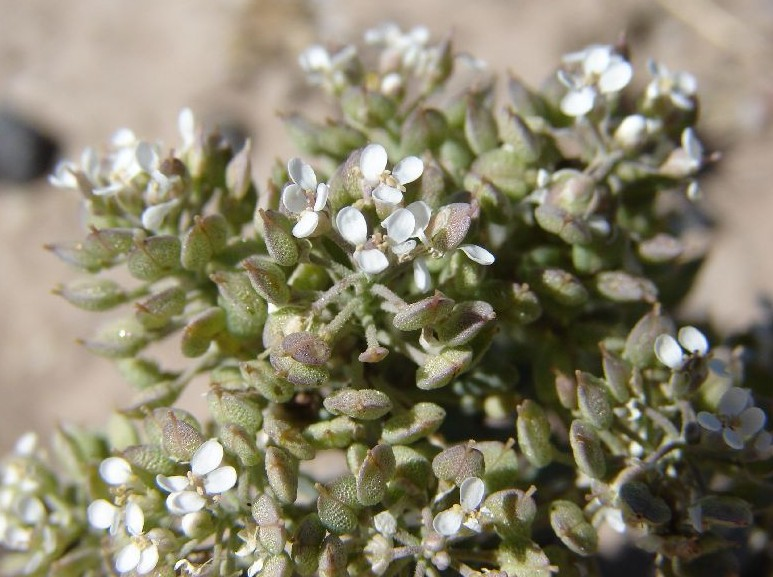
Lepidium papilliferum

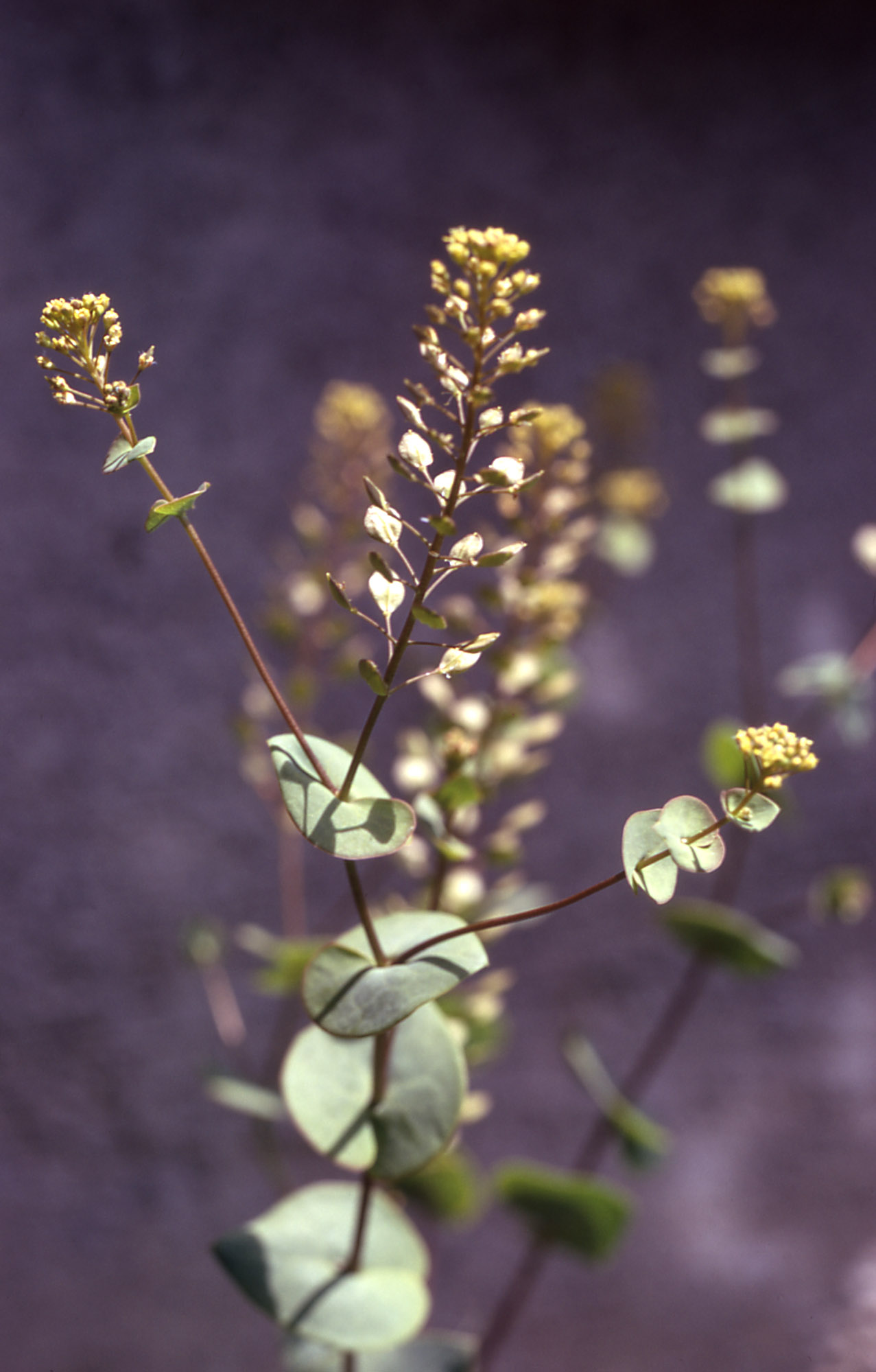
Durchwachsenblättrige Kresse (Lepidium perfoliatum)

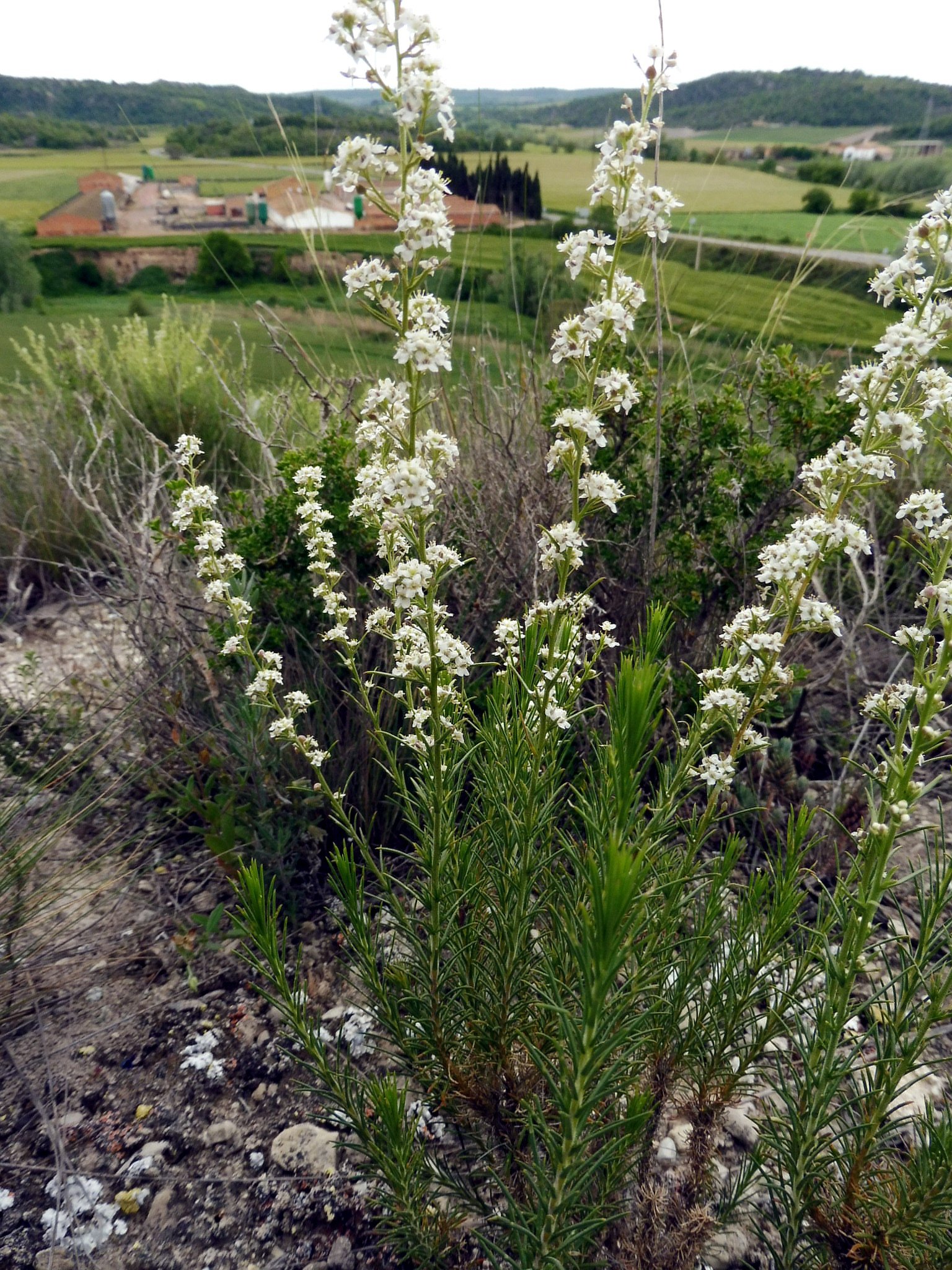
Lepidium subulatum

## Systematik und Verbreitung
Der Gattungsname Lepidium wurde 1753 durch Carl von Linné in Species Plantarum erstveröffentlicht. Als Lektotypusart wurde Lepidium latifolium festgelegt. Der Gattungsname Lepidium ist vom griechischen Wort lepidion oder lepidos für Schuppe abgeleitet und bezieht sich auf das Aussehen der Frucht.
Von Al-Shehbaz et al. (2002) wurden die Arten der ehemaligen Gattungen Cardaria, Coronopus und Stroganowia in die Gattung Lepidium gestellt. Synonyme für Lepidium L. sind: Carara Medikus, Cardaria Desvaux, Coronopus Zinn, Neolepia W.A.Weber, Physolepidion Schrenk, Senebiera DC., Sprengeria Greene, Stroganowia Karelin & Kirilow. Die Gattung Lepidium gehört zur Tribus Lepidieae innerhalb der Familie der Brassicaceae.
Die Gattung Lepidium ist weit verbreitet in Nordamerika (42 Arten), Mexiko, Zentralamerika, Südamerika, Europa, Asien, Australien und im nördlichen sowie südlichen Afrika.
Zur Gattung Lepidium gehören 140 bis 220 Arten (hier eine Auswahl):
- Lepidium acutidens (A.Gray) Howell: Sie kommt in Oregon, Kalifornien und in Baja California vor.[4]
- Lepidium africanum (Burm.f.) DC.: Sie kommt in Afrika vor und ist auf Mauritius, Hawaii, Neuseeland und Australien ein Neophyt.[3]
- Lepidium alashanicum H.L.Yang: Sie kommt in China vor.[5]
- Lepidium alluaudii Maire: Sie kommt in Marokko vor.[3]
- Lepidium alyssoides A.Gray: Sie kommt in drei Varietäten in den Vereinigten Staaten und in Mexiko vor.[3]
- Lepidium apetalum Willd. (Syn.: Lepidium micranthum Ledeb.): Sie kommt in Pakistan, Indien, Nepal, Kasachstan, Tadschikistan, Korea, Japan und in China vor.[3]
- Lepidium appelianum Al-Shehbaz (Syn.: Cardaria pubescens (C.A.Mey.) Jarm., Hymenophysa pubescens C.A.Mey.): Sie kommt in Pakistan, in Zentralasien, in China und in der Mongolei vor und ist in den Vereinigten Staaten, in Kanada, Argentinien sowie Sibirien ein Neophyt.[3]
- Lepidium arbuscula Hillebr.: Sie kommt auf Hawaii vor.[3]
- Lepidium aucheri Boiss.: Sie kommt in Ägypten, in der Türkei, in Syrien, Jordanien, im Irak, Iran, Pakistan, in Turkmenistan und auf der Arabischen Halbinsel vor.[3]
- Lepidium austrinum Small: Sie kommt in den Vereinigten Staaten und in Mexiko vor.[3]
- Lepidium barnebyanum Reveal: Sie kommt in Utah vor.[3]
- Lepidium bidentatum Montin: Sie kommt auf Hawaii, in Französisch-Polynesien, in Neukaledonien, Samoa und Tonga vor.[3]
- Lepidium bonariense L.: Sie kommt in Brasilien, Argentinien, Paraguay, Uruguay und in Chile vor und ist in Australien und in Südafrika ein Neophyt.[3]
- Lepidium brachyotum (Karelin & Kirilov) Al-Shehbaz: Sie kommt von Kasachstan bis zum nördlichen Xinjiang vor.[6]
- Feld-Kresse (Lepidium campestre (L.) W.T.Aiton, Syn.: Thlaspi campestre L.)
- Lepidium capense Thunb. (Syn.: Lepidium africanum auct.): Sie kommt im südlichen Afrika vor.[3]
- Lepidium capitatum J.D.Hooker & Thomson: Sie kommt in China, in Bhutan, Indien, Kaschmir, Nepal und Sikkim vor.[5]
- Lepidium cardamines L.: Sie kommt in Spanien vor.[3]
- Salz-Kresse (Lepidium cartilagineum (J.C.Mayer) Thell., Syn.: Lepidium crassifolium Waldst. & Kit., Thlaspi cartilagineum J.C.Mayer)
- Lepidium chalepense L. (Syn.: Cardaria chalepensis (L.) Hand.-Mazz., Cardaria draba subsp. chalepensis (L.) O.E.Schulz, Cardaria draba var. repens (Schrenk) O.E.Schulz, Cardaria repens (Schrenk) Jarm., Lepidium draba subsp. chalepense (L.) Thell., Lepidium draba var. repens (Schrenk) Thell., Lepidium repens (Schrenk) Boiss., Physolepidion repens Schrenk): Sie kommt in der Türkei, in Syrien, im Libanon, in Israel, Jordanien, auf der Sinaihalbinsel, im Irak, Iran, in Pakistan, Armenien, Turkmenistan und in China vor und ist in den Vereinigten Staaten, in Kanada und in Argentinien ein Neophyt.[3]
- Lepidium cordatum Willdenow ex Steven: Sie kommt in Kasachstan, Russland, Tadschikistan, China und in der Mongolei vor.[5]
- Niederliegender Krähenfuß (Lepidium coronopus (L.) Al-Shehbaz, Syn.: Cochlearia coronopus L., Coronopus squamatus (Forssk.) Asch., Lepidium squamatum Forssk.)
- Lepidium crenatum (Greene) Rydb. (Syn.: Lepidium montanum var. spathulatum (B.L.Rob.) C.L.Hitchc., Lepidium scopulorum var. spathulatum B.L.Rob., Thelypodium crenatum Greene): Sie kommt in Colorado, in New Mexico und in Utah vor.[3]
- Lepidium culminicola Mouterde: Sie kommt im Gebiet von Syrien und Libanon vor.[7]
- Lepidium cuneiforme C.Y.Wu: Sie kommt in China vor.[5]
- Lepidium davisii Rollins: Sie kommt in Idaho, Oregon und Nevada vor.[4]
- Dichtblütige Kresse (Lepidium densiflorum Schrad.): Ihre Heimat ist Kanada, die vereinigten Staaten und Mexiko. In Europa, in Asien und Argentinien ist sie ein Neophyt.[3]
- Lepidium dictyotum A.Gray: Sie kommt in den westlichen Vereinigten Staaten und im nördlichen Mexiko vor.[3]
- Zweiknotiger Krähenfuß (Lepidium didymum L., Syn.: Coronopus didymus (L.) Sm.)
- Pfeilkresse (Lepidium draba L., Syn.: Cardaria draba (L.) Desv., Cardaria draba subsp. draba, Lepidium draba subsp. draba)
- Lepidium eastwoodiae Wooton: Sie kommt in den westlichen und südlichen Vereinigten Staaten vor.[3]
- Lepidium englerianum (Muschler) Al-Shehbaz: Sie kommt von Tansania bis Südafrika und in Madagaskar vor.[6]
- Lepidium ferganense Korshinsky: Sie kommt in Afghanistan, Kasachstan, Kirgisistan, Tadschikistan, Usbekistan und in Xinjiang vor.[5]
- Lepidium flavum Torr.: Sie kommt in Kalifornien, in Nevada und im nördlichen Mexiko vor.[3]
- Lepidium fremontii S.Watson: Sie kommt in Arizona, Kalifornien, Nevada und Utah vor.[3]
- Lepidium glastifolium Desf.: Sie kommt in Algerien und Tunesien vor.[7]
- Grasblättrige Kresse (Lepidium graminifolium L., Syn.: Lepidium iberis L.)
- Verschiedenblättrige Kresse (Lepidium heterophyllum Benth.)
- Raue Kresse (Lepidium hirtum L. Sm.): Es gibt etwa neun Unterarten:
  - Lepidium hirtum subsp. atlanticum Ball Maire: Sie kommt in Spanien und in Marokko vor.[7]
  - Lepidium hirtum subsp. calycotrichum (G.Kunze) Thell.: Sie kommt in Spanien und in Marokko vor.[7]
  - Lepidium hirtum subsp. dhayense (Munby) Thell.: Sie kommt nur in Algerien vor.[7]
  - Lepidium hirtum subsp. hirtum: Sie kommt in Spanien, Frankreich, Italien und Griechenland vor.[7]
  - Lepidium hirtum subsp. nebrodense Rafin. Thell.: Sie kommt in Italien, Sizilien, Griechenland, Kreta und in der Ägäis vor.[7]
  - Lepidium hirtum subsp. oxyotum (DC.) Thell.: Sie kommt in Korsika und auf Kreta vor.[7]
  - Lepidium hirtum subsp. petrophilum (Cosson) Thell.: Sie kommt nur in Spanien vor.[7]
  - Lepidium hirtum subsp. rifanum Emberger & Maire: Sie kommt nur in Marokko vor.[7]
  - Lepidium hirtum subsp. stylatum (Lag. & Rodr.) Thell.: Sie kommt in Spanien vor.[7]
- Lepidium huberi S.L.Welsh & Goodrich: Sie kommt in Colorado und in Utah vor.[4]
- Lepidium integrifolium Nuttall: Sie kommt in Arizona, Nevada, Utah und Wyoming vor.[4]
- Lepidium jaredii Brandegee: Sie kommt in Kalifornien vor.[3]
- Lepidium lacerum C.A.Meyer: Sie kommt in Kasachstan, in der Mongolei und in Xinjiang vor.[5]
- Lepidium lasiocarpum Nutt.: Sie kommt in den westlichen und südlichen Vereinigten Staaten und im nördlichen Mexiko vor.[3]
- Pfefferkraut, Breitblättrige Kresse (Lepidium latifolium L.)
- Lepidium latipes Hooker: Sie kommt in Kalifornien und in Baja California vor.[4]
- Lepidium lepidioides (Coss. & Durieu) Al-Shehbaz: Sie kommt vom nordwestlichen Afrika bis Mauretanien und im südlichen Irak vor.[6]
- Lepidium lyratum L.: Sie kommt von der östlichen Türkei bis zum Kaukasusgebiet vor.[6]
- Maca oder Peruanischer Ginseng (Lepidium meyenii Walp., Syn.: Lepidium peruvianum G.Chacón de Popovici): Sie kommt ursprünglich in Peru vor, wird aber in Peru, Bolivien und Argentinien auch kultiviert.[3]
- Lepidium montanum Nutt.: Sie kommt in vier Varietäten in den westlichen und südlichen Vereinigten Staaten und im nördlichen Mexiko vor.[3]
- Lepidium nanum S.Watson: Sie kommt in Nevada und Utah vor.[4]
- Lepidium navasii (Pau) Al-Shehbaz: Sie kommt in Spanien vor.[7]
- Verkannte Kresse (Lepidium neglectum Thell.): Sie ist aus Nordamerika nach Mitteleuropa eingeschleppt.
- Lepidium niloticum Sieb. ex Steud.: Sie kommt in Ägypten vor.[7]
- Lepidium nitidum Nutt.: Sie kommt in den westlichen Vereinigten Staaten und im nördlichen Mexiko vor.[3]
- Lepidium owaihiense Cham. & Schltdl.: Sie kommt in Hawaii vor.
- Lepidium oblongum Small: Sie kommt in den Vereinigten Staaten, in Mexiko, El Salvador und Guatemala vor.[3]
- Lepidium ostleri S.L.Welsh & Goodrich: Sie kommt in Utah vor.[4]
- Lepidium oxycarpum Torrey & A.Gray: Sie kommt in Kalifornien vor.[4]
- Lepidium papilliferum (L.F.Henderson) A.Nelson & J. Francis Macbride: Sie kommt in Idaho vor.[3]
- Lepidium paysonii Rollins: Sie kommt in Idaho, Colorado und Wyoming vor.[6]
- Durchwachsenblättrige Kresse (Lepidium perfoliatum L.): Sie kommt in Mittel-, Ost- und Südosteuropa und in Asien vor und ist in Australien, Argentinien und in Nordamerika ein Neophyt.[3]
- Lepidium persicum Boiss.: Sie kommt im Irak, Iran, in Afghanistan und Turkmenistan vor.[3]
- Lepidium pinnatifidum Ledeb.: Sie kommt in Afghanistan, Pakistan, Indien, in Zentralasien und im Kaukasusraum vor und ist in Kalifornien und in Argentinien ein Neophyt.[3]
- Lepidium ramosissimum A.Nelson: Sie kommt in Nordamerika von Alaska bis Mexiko vor.[3]
- Lepidium rigidum Pomel: Sie kommt in Algerien vor.[7]
- Schutt-Kresse, Stink-Kresse (Lepidium ruderale L.)
- Gartenkresse (Lepidium sativum L.): Es gibt zwei Unterarten:
  - Lepidium sativum subsp. sativum
  - Lepidium sativum subsp. spinescens (DC.) Thell.
- Lepidium schinzii Thell.: Sie kommt im südlichen Afrika vor.[3]
- Lepidium sordidum A.Gray: Sie kommt in Texas und in Mexiko vor.[4]
- Lepidium spinosum Ard.: Sie kommt in Griechenland, in der Türkei, Syrien, Libanon und Israel vor und ist auf den Balearen ein Neophyt.[3]
- Lepidium strictum (S.Watson) Rattan ex B.L.Robinson: Sie kommt in Oregon, Kalifornien und in Chile vor.[4]
- Lepidium subulatum L.: Sie kommt in Marokko, Algerien und in Spanien vor.[3]
- Lepidium thurberi Wooton: Sie kommt in Arizona, in Kalifornien, New Mexico und im nördlichen Mexiko vor.[3]
- Lepidium tiehmii (Rollins) Al-Shehbaz : Sie kommt in Nevada vor.[4]
- Lepidium vesicarium L.: Sie kommt in der Türkei, in Armenien, Aserbaidschan und im Iran vor.[3]
- Villars-Kresse (Lepidium villarsii Gren. & Godr.): Sie kommt in zwei Unterarten in Spanien und Frankreich vor:[8][3]
  - Lepidium villarsii subsp. anticarium (Valdés-Bermejo & G. López) Hernández Bermejo (Syn.: Lepidium hirtum subsp. anticarium (Valdés-Bermejo & G. López) Greuter & Burdet): Sie kommt nur in Spanien vor.[7]
  - Lepidium villarsii subsp. villarsii (Syn.: Lepidium reverchonii Debeaux): Sie kommt in Spanien und Frankreich vor.[7]
- Lepidium violaceum (Munby) Al-Shehbaz: Sie kommt in Marokko vor.[7]
- Virginische Kresse (Lepidium virginicum L.): Sie kommt ursprünglich in Nord- und Zentralamerika und auf Karibischen Inseln in zwei Unterarten vor. Sie ist in Südamerika, Afrika, Europa, Asien, Australien, Neuseeland und auf zahlreichen Inseln im Pazifik ein Neophyt.[3][4]

## Nutzung
Von vielen Arten werden die Blätter roh als Salat, manchmal auch gegart gegessen oder als Gewürz verwendet. Von der Feld-Kresse (Lepidium campestre) und der Virginischen Kresse (Lepidium virginicum) werden die Samen als Pfefferersatz verwendet. Aus den Samen der Dichtblütigen Kresse (Lepidium densiflorum) kann man eine Art Senf herstellen. Die Samen von Lepidium fremontii, Lepidium intermedium, Lepidium latifolium und Lepidium nitidum kann man als Gewürz verwenden. Die Wurzeln von Lepidium meyenii besitzen gegart einen süßen, guten Geschmack. Aus den Samen der Gartenkresse (Lepidium sativum) kann man Speiseöl herstellen und die ausgekeimten Samen als Sprossen verwenden. Die medizinischen Wirkungen von vielen Arten wurden untersucht.